# Pap Endre
Inántsi Pap Endre (Zsarolyán, Szatmár megye; 1817. február 6. – Pest, 1851. december 16.) költő, műfordító, ügyvéd, földbirtokos, országgyűlési követ.

## Pályája
Iskoláit Debrecenben végezte, és szülei akaratának engedve az egyházi pályára készült. De hamarosan más irány keltette fel az érdeklődését és Sárospatakon jogot tanult. Jogi gyakorlatát Csekén, Kölcsey Ferenc mellett végezte, aki akkor Szatmár megyében főjegyző és az ellenzék vezére volt. Később maga is részt vett a Szatmár megyei politikai küzdelmekben. Az ügyvédi vizsgára készülve Pestre költözött. Egy balladájáért a Kisfaludy Társaságtól jutalomban részesült, ez nevét ismertté tette. A Pesti Hírlap közönsége érdeklődve olvasta választékos stílusú ellenzéki vezércikkeit. Jelentős szerepe volt Kölcsey összegyűjtött munkáinak szerkesztésében.
Ügyvédi vizsgája (1840) után visszaköltözött Szatmár megyébe, ahol a politikai küzdelmekben a mérsékelt ellenzékhez tartozott. Feleségül vette kerencsei Kováts Jozéfát (aki férjét több évtizeddel élte túl, 1899. november 27-én hunyt el). 1848-ig családja körében élt, ügyvédi és írói munkájának élt, gazdálkodott. Petőfi az ő vendégük volt 1846-ban és 1847-ben, amikor Szendrey Júliának udvarolt. 1848-ban országgyűlési képviselővé választották, az első magyar minisztérium megalakulása után közoktatásügyi tanácsossá nevezték ki. Az 1848–49-es forradalom és szabadságharc bukása után birtokait bérbe adta és Szatmár megyéből Pestre költözött. Itt érte a halál harmincnégy éves korában.
Költeményeit 1837-től kezdve adta közre folyóiratokban és évkönyvekben Érzelmes dalaiban szembetűnő Kölcsey hatása, balladáiban a kor divatja szerint szónokias pátosz uralkodik. Prózai munkáiban is jeles stiliszta volt. Műfordítóként is kitűnt, Heine, Goethe és Cicero fordításaival. Munkáinak halála után kiadott gyűjteményében jelentős prózai dolgozatai is megvannak, így Kölcsey Ferencről szóló megemlékezése.

## Munkái
- Pap Endre hátrahagyott munkái. Kiadják az elhunytnak barátai Csengery Antal és Kemény Zsigmond. (Két kötet: I. Költemények, II. Prózai művek: Kölcsey Ferencz, 1850., Ciceró munkáiból ford. töredékek; Pest, 1852.).